# Civil Rights Memorial
Le Civil Rights Memorial est un mémorial situé à Montgomery, en Alabama, est consacré aux quarante personnes mortes dans la lutte pour l'égalité de traitement de toutes les personnes, indépendamment de la race, au cours du mouvement des droits civiques aux États-Unis. Le mémorial est parrainé par le Southern Poverty Law Center.
Les noms figurant sur le mémorial sont ceux de personnes  mortes entre 1954 et 1968. Ces dates ont été choisies parce qu'en 1954, la Cour suprême des États-Unis a statué que la ségrégation raciale dans les écoles était illégale et 1968 est l'année de l'assassinat de Martin Luther King.
Montgomery est un des épicentres de la contestation pour les droits civiques avec le boycott des bus de Montgomery.
Le monument a été créé par Maya Lin et a été inauguré en 1989.

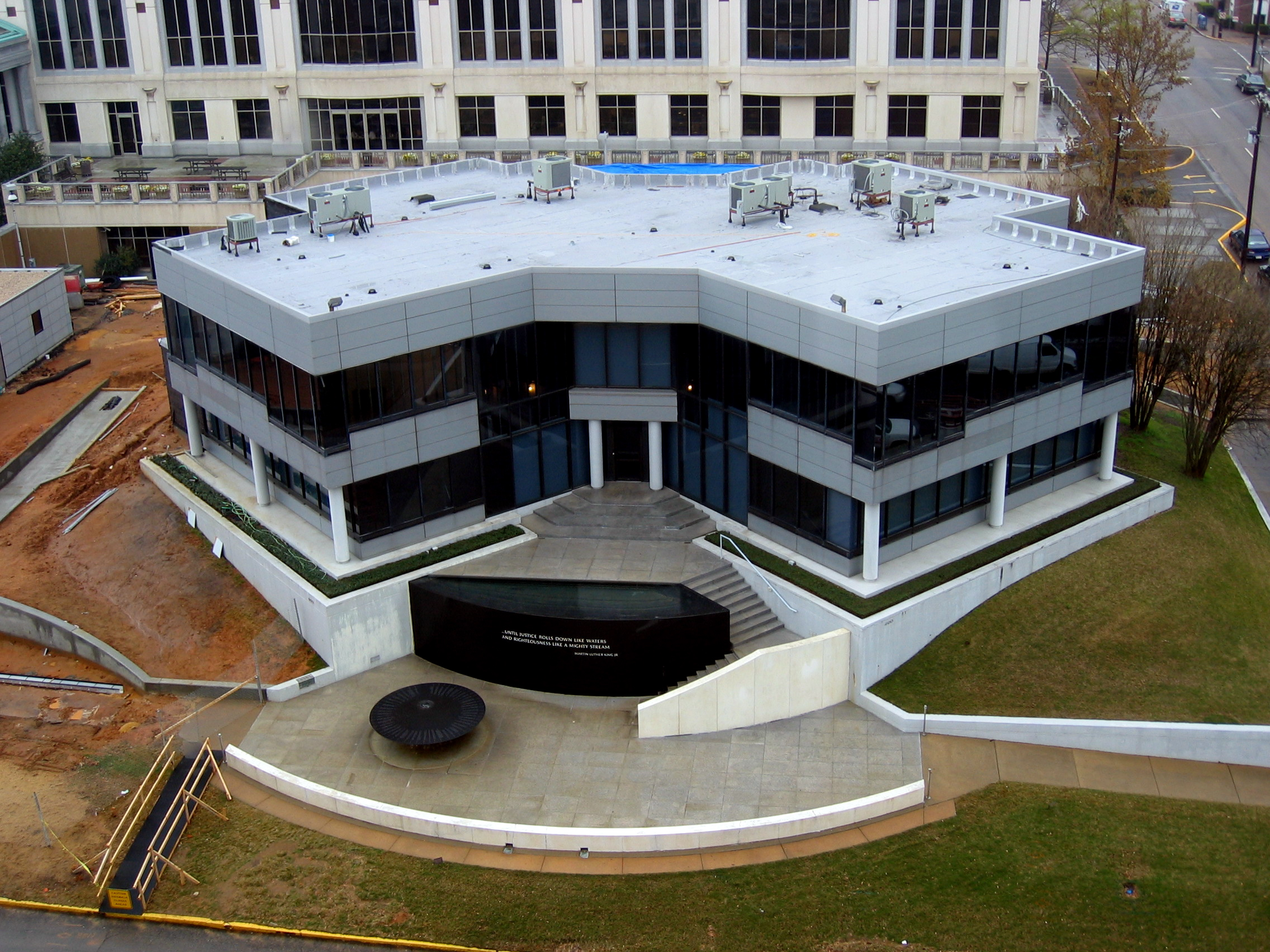
Le mémorial dans son ensemble.
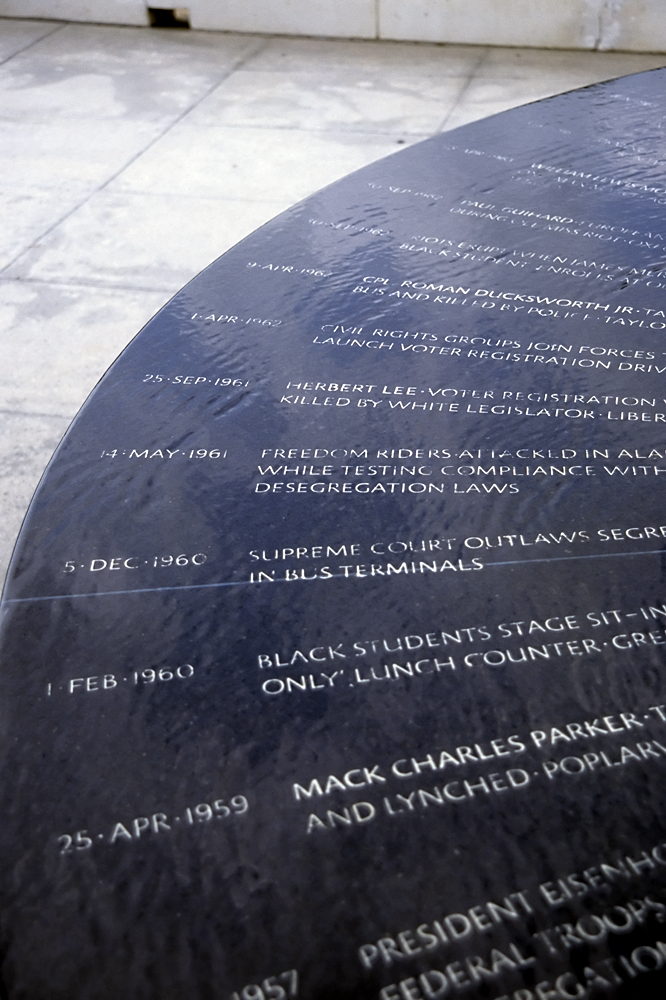
Noms inscrits sur la fontaine.